# Dacalana sannio
Dacalana sannio är en fjärilsart som beskrevs av Hamilton Herbert Druce 1895. Dacalana sannio ingår i släktet Dacalana och familjen juvelvingar. Inga underarter finns listade i Catalogue of Life.